# Id Tech 4
id Tech 4 – dawniej znany jako Doom 3 Engine, jest silnikiem stworzonym przez id Software i po raz pierwszy zastosowanym w grze Doom 3. Silnik został zaprojektowany przez Johna Carmacka, który stworzył poprzednie silniki Dooma i Quake’a, powszechnie uznawane za znaczące postępy w tej dziedzinie.

## Historia
id Tech 4 zaczynał jako ulepszenie silnika id Tech 3. Podczas rozwoju silnik renderujący został napisany całkowicie od nowa, zachowując przy tym inne podsystemy, takie jak dostęp do plików i zarządzanie pamięcią. Nowy silnik renderujący był funkcjonalny, jednak podjęto decyzję o przejściu z C do C++, co wymagało całkowitego przepisania reszty silnika.

## Sprzęt

### Podstawowe cechy silnika
- Silnik wykorzystuje mapowanie wypukłości tworząc wrażenie wypukłej powierzchni.
- Po raz pierwszy w historii gier komputerowych całe oświetlenie i cienie generowane były w czasie rzeczywistym, dzięki użyciu buforu szablonowego.
- Wymagana duża moc obliczeniowa, stąd też brak, w przypadku pierwotnych zastosowań silnika (Doom 3), lokacji rozległych, terenów otwartych.
- Pierwsza wersja silnika wspierała karty graficzne zgodne ze standardami DirectX 9.0, 8.1, 8.0 oraz 7.0 (z wyjątkiem kart GeForce 4 MX).

## Grafika
id Tech 4 dodaje kilka nowych funkcji graficznych nieobecnych w poprzedniku id Tech 3. Należą do nich mapowanie wypukłości, mapowanie normalnych i specular highlighting. Główną innowacją było zastosowanie per-pixel lightingu.

## Technologia MegaTexture
Oryginalna wersja silnika id Tech 4 została zaprojektowana z naciskiem na ciemne lokacje i była krytykowana za niezdolność obsługi dużych otwartych terenów. Technologia MegaTexture rozwiązuje ten problem umożliwiając tworzenie rozległych otwartych scen. Poprzez zastosowanie ogromnych i bardzo szczegółowych tekstur (32768 × 32768 pikseli, przy czym nowsze wersje MegaTexture umożliwiają używanie większych tekstur) obejmujących całą mapę poligonów można osiągnąć pożądany efekt.
Technologia MegaTexture może również przechowywać informacje na temat terenu, takie jak ilość ścieżek w pewnych obszarach lub wskazać jakie efekty dźwiękowe powinny być odtwarzane podczas spaceru po określonych częściach mapy (np. dźwięk chodzenia po skale różni się od dźwięku chodzenia po trawie). Oczekiwano, że spowoduje to znacznie bardziej szczegółowe odwzorowanie scen niż większość istniejących technologii. Obecnie jedyną grą która wykorzystuje technologię MegaTexture opartą na silniku id Tech 4 jest Enemy Territory: Quake Wars.

### Lista gier opartych na id Tech 4
- Enemy Territory: Quake Wars – wersja silnika rozszerzona o funkcję MegaTexture
- Doom III
  - Doom III: Resurrection of Evil
- Prey
- Quake 4
- Wolfenstein
- Brink